# Blockbuster (film)
Blockbuster is een term uit de filmwereld die wordt gebruikt om een film aan te duiden die een enorm succes is (een kaskraker). Het woord werd voor het eerst gebruikt in de Tweede Wereldoorlog, voor een krachtige bom die een heel huizenblok in puin kon leggen.
Er worden verschillende etymologieën gegeven voor de term 'blockbuster'. Zo zou het een productie zijn die zo succesvol is dat alle andere theaters in het 'blok' wel kunnen sluiten, of die rijen wachtenden oplevert die zich over een heel huizenblok uitstrekken. Waarschijnlijker is dat het direct is afgeleid van de eerder genoemde bom, om iets aan te duiden dat groot is en een enorme indruk maakt. Het woord vond ingang voor films, toneelstukken, boeken en andere media vanaf de jaren 60. De film die in het algemeen als eerste blockbuster wordt beschouwd, is Jaws uit 1975, die meer dan 100 miljoen dollar opbracht.

## Buiten de filmwereld
Een geneesmiddel wordt ook een blockbuster genoemd wanneer het elk jaar meer dan 1 miljard dollar oplevert. Ongeveer 100 producten (2006) hebben inmiddels de blockbuster-status. In het Engelse taalgebied kan ook een boek of tentoonstelling worden aangeduid als blockbuster.